# Альмяшев, Фаиль Низамович
Фаиль Низамович Альмяшев (27 марта 1966) — советский и российский футболист, играл на всех позициях полевого игрока.

## Биография
Воспитанник саранского футбола (ДЮСШ-3). Профессиональную карьеру начал в «Светотехнике». В 1988 году полсезона играл за махачкалинское «Динамо», затем вернулся в «Светотехнику». В 1991 году выступал за «Электрон» из Вятских Полян. После распада СССР вернулся в Саранск и выступал за МГУ и «Саранскэкспорт». В 1994 году выступал за «Вятку» из Кирова и «Обнинск». С 1995 по 1996 год играл за малайзийский клуб «Келантан». Также в начале 2000-х годов выступал за любительские клубы из Саранска.